# Llista de topònims de Clairà
Llista de topònims (noms propis de lloc) de Clairà (Rosselló).
Informació actualitzada per un bot. Els canvis manuals es perdran quan s'actualitzi!

## església
| imatge | Nom                       | Ubicat a | instància de          | Detalls                                           | coordenades                                                             | Protecció                                                 | Commons (més fotos)                | Dades a WD                    |
| ------ | ------------------------- | -------- | --------------------- | ------------------------------------------------- | ----------------------------------------------------------------------- | --------------------------------------------------------- | ---------------------------------- | ----------------------------- |
|        | Sant Pere del Vilar       | Clairà   | església Ús: església | Estil: arquitectura romànica Dedicat a: Sant Pere | 42° 45′ 42″ N, 2° 55′ 48″ E / 42.7618°N,2.92998°E Clairà 12.7 msnm      | bé catalogat a l'Inventari general del patrimoni cultural | Chapelle Saint-Pierre de Claira    | Modifica les dades a Wikidata |
|        | Sant Sebastià de Mudegons | Clairà   | església              | Estat: enderrocat o destruït                      | 42° 45′ 23″ N, 2° 58′ 25″ E / 42.7563055556°N,2.97355555556°E           |                                                           | Église Saint-Sébastien de Mudagons | Modifica les dades a Wikidata |
|        | Sant Vicenç de Clairà     | Clairà   | església              |                                                   | 42° 45′ 35″ N, 2° 57′ 24″ E / 42.7597777778°N,2.95658333333°E 10.3 msnm | bé catalogat a l'Inventari general del patrimoni cultural | Église Saint-Vincent de Claira     | Modifica les dades a Wikidata |

## Misc
| imatge | Nom                                                                                         | Ubicat a           | instància de                          | Detalls                                                  | coordenades                                                                                                | Protecció                   | Commons (més fotos) | Dades a WD                    |
| ------ | ------------------------------------------------------------------------------------------- | ------------------ | ------------------------------------- | -------------------------------------------------------- | --- | --------------------------- | ------------------- | ----------------------------- |
|        | Aglí                                                                                        | Pirineus Orientals | riu                                   | Desemboca: mar Mediterrània Llarg: 81.7km Conca: 1055km² | 42° 46′ 45″ N, 3° 02′ 20″ E / 42.77916667°N,3.03888889°E 4 msnm                                            |                             | Agly                | Modifica les dades a Wikidata |
|        | Claira                                                                                      | Clairà             | estació de ferrocarril                |                                                          | 42° 45′ 38″ N, 2° 57′ 14″ E / 42.760661°N,2.953857°E                                                       |                             |                     | Modifica les dades a Wikidata |
|        | casa de la vila de Clairà                                                                   | Clairà             | instal·lació Ús: seu del govern local |                                                          | 42° 45′ 34″ N, 2° 57′ 22″ E / 42.7595666612072°N,2.95616480757931°E fr:4 PL DE LA REPUBLIQUE, 66530 CLAIRA |                             |                     | Modifica les dades a Wikidata |
|        | cementiri de Clairà                                                                         | Clairà             | cementiri                             |                                                          | 42° 45′ 21″ N, 2° 57′ 18″ E / 42.7558°N,2.9549°E                                                           |                             | Cimetière de Claira | Modifica les dades a Wikidata |
|        | placa commemorativa de la construcció d'una capella fundada per Guillem Capdevila de Clairà | Clairà             | placa commemorativa                   | 1372                                                     | | monument històric catalogat |                     | Modifica les dades a Wikidata |